# Мелуазе
Мелуазе́ (фр. Meloisey) — коммуна во Франции, находится в регионе Бургундия. Департамент коммуны — Кот-д’Ор. Входит в состав кантона Бон-Север. Округ коммуны — Бон.
Код INSEE коммуны — 21401.

## Население
Население коммуны на 2010 год составляло 328 человек.
| 1962 | 1968 | 1975 | 1982 | 1990 | 1999 | 2010 |
| ---- | ---- | ---- | ---- | ---- | ---- | ---- |
| 293  | 295  | 271  | 291  | 318  | 305  | 328  |

## Экономика
В 2010 году среди 218 человек трудоспособного возраста (15—64 лет) 171 были экономически активными, 47 — неактивными (показатель активности — 78,4 %, в 1999 году было 67,8 %). Из 171 активных жителей работали 160 человек (80 мужчин и 80 женщин), безработных было 11 (6 мужчин и 5 женщин). Среди 47 неактивных 8 человек были учениками или студентами, 32 — пенсионерами, 7 были неактивными по другим причинам.